# New Climber Company

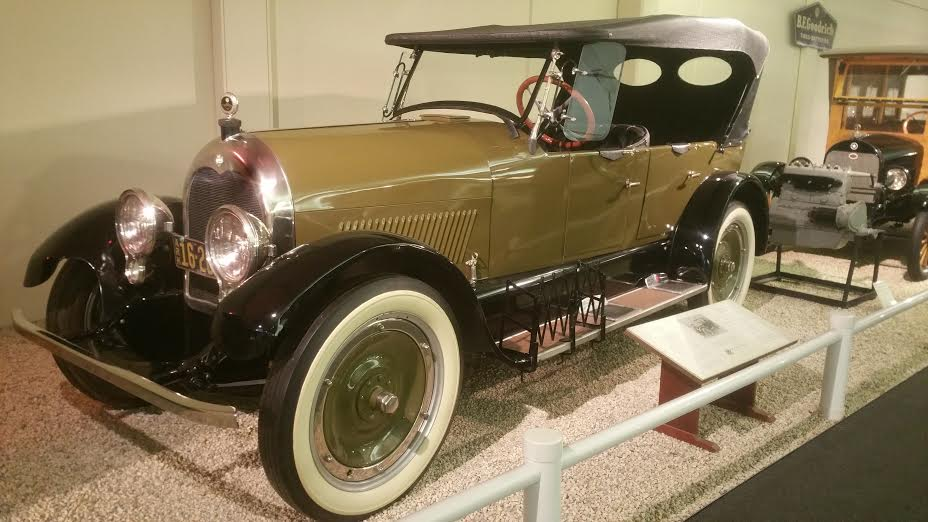
Climber Model 6-50 von 1923

New Climber Company, vorher Climber Motor Corporation war ein US-amerikanischer Hersteller von Kraftfahrzeugen.

## Unternehmensgeschichte
William Drake, David Hopson und Clarence Roth gründeten Anfang 1919 die Climber Motor Corporation. Der Sitz war in Little Rock in Arkansas. Chefingenieur war George Schoeneck. Sie begannen mit der Produktion von Personenkraftwagen und Nutzfahrzeugen. Der Markenname lautete Climber. Der Absatzmarkt befand sich überwiegend in Arkansas, Mississippi, Oklahoma und Tennessee. Pläne beliefen sich auf 3000 Fahrzeuge jährlich. Diese Zahl wurde bei Weitem nicht erreicht. Bestellte Teile wurden zu spät angeliefert. Daraufhin stellte das Unternehmen mehrere Teile selber her. Drake und Hopson verließen im Oktober 1919 das Unternehmen. Mitte 1923 kam es zu ernsthaften finanziellen Problemen.
Im Juni 1924 übernahmen John W. Dickerson und R. L. Saxon das Unternehmen und benannten es in New Climber Company um. Sie fertigten aus vorhandenen Teile noch einige Fahrzeuge. Im Dezember 1924 endete die Produktion. Insgesamt entstanden rund 300 Fahrzeuge.

## Fahrzeuge
Die Motoren kamen von Herschell-Spillman.
Von 1919 bis 1922 gab es zwei verschiedene Modelle. Das Model K hatte einen Vierzylindermotor mit 35 PS Leistung. Der Radstand betrug 295 cm. Ein zweisitziger Roadster sowie fünfsitzige Tourenwagen und Limousinen standen zur Wahl. Das Model S hatte einen Sechszylindermotor, der 57 PS leistete. Sein Fahrgestell hatte 320 cm Radstand. Die Aufbauten unterschieden sich nicht.
Von 1923 bis 1924 gab es nur noch den Six. Sein Sechszylindermotor leistete 72 PS. Der Radstand war geringfügig auf 319 cm gekürzt worden. Im Angebot standen fünf- und siebensitzige Tourenwagen, ein zweisitziger Roadster, ein dreisitziges Coupé und eine fünfsitzige Limousine.

## Modellübersicht
| Jahr      | Modell  | Zylinder | Leistung (PS) | Radstand (cm) | Aufbau                                                                                   |
| --------- | ------- | -------- | ------------- | ------------- | ---------------------------------------------------------------------------------------- |
| 1919–1922 | Model K | 4        | 35            | 295           | Tourenwagen 5-sitzig, Roadster 2-sitzig, Limousine 5-sitzig                              |
| 1919–1922 | Model S | 6        | 57            | 320           | Tourenwagen 5-sitzig, Roadster 2-sitzig, Limousine 5-sitzig                              |
| 1923–1924 | Six     | 6        | 72            | 319           | Tourenwagen 5-sitzig und 7-sitzig, Roadster 2-sitzig, Coupé 3-sitzig, Limousine 5-sitzig |

## Produktionszahlen
Eine Quelle gibt an, dass zwischen 200 und 225 Pkw sowie zwischen 75 und 100 Nutzfahrzeuge entstanden. Eine andere Quelle nennt 53 Pkw für 1920, 73 Pkw für 1921 und 74 Pkw für 1922 bis 1924, in der Summe 200 Pkw.